# Перейру (Сеара)
Перейру (порт. Pereiro) — муниципалитет в Бразилии, входит в штат Сеара. Составная часть мезорегиона Жагуариби. Входит в экономико-статистический микрорегион Серра-ду-Перейру. Население составляет 15 545 человек на 2006 год. Занимает площадь 432,881 км². Плотность населения — 35,9 чел./км².
Праздник города — 30 августа.

## Статистика
- Валовой внутренний продукт на 2003 составляет 26.017.337,00 реалов (данные: Бразильский институт географии и статистики).
- Валовой внутренний продукт на душу населения на 2003 составляет 1.689,66 реалов (данные: Бразильский институт географии и статистики).
- Индекс развития человеческого потенциала на 2000 составляет 0,626 (данные: Программа развития ООН).